# Святая Нина

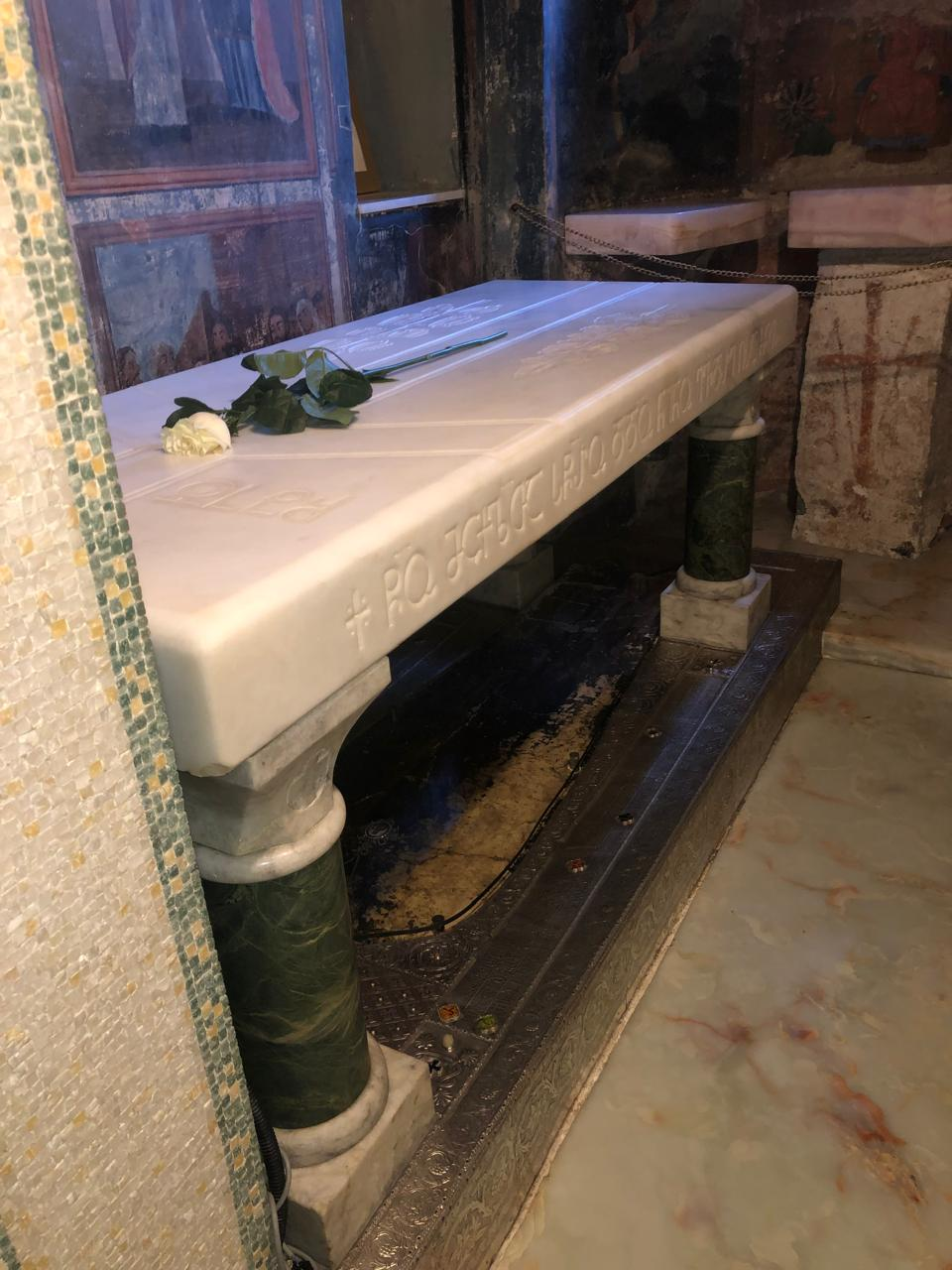
Гробница святой Нино. Бодбийский монастырь

Святая Нина (груз. წმინდა ნინო; греч. Ἁγία Νίνα Ἰσαπόστολος; арм. Սուրբ Նունե), Нонна, Ни́на, груз. Нино, от шумерского «госпожа», (276—340), — христианская просветительница Грузии (Восточной Иберии), почитается в лике равноапостольных.

## Жизнеописание

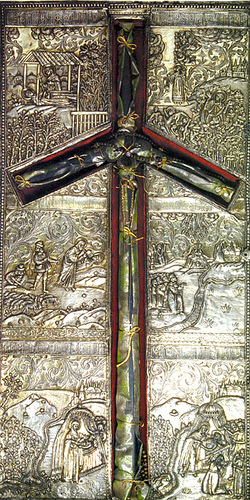
Крест святой Нины

Согласно восточно-православной житийной литературе, родилась около 280 года в городе Коластры в Каппадокии; её отец Завулон был родственником великомученика Георгия, мать Сусанна была сестрой патриарха Иерусалимского. Нина до 14 лет жила в Иерусалиме, служа при гробе Господнем, С благословения иерусалимского патриарха она должна была отправиться в Рим, но, спасаясь от преследований Максимиана, направилась на Восток.
Некоторое время Нина проповедовала в языческой Армении, но, избегая преследований царя Трдата III, вынуждена была покинуть Армению. Её воспитательница Нианфора поведала о том, что Хитон Господень был перенесён из Иерусалима в город Мцхета. Дева Мария в чудесном видении вручила ей крест из виноградной лозы и наказала отправиться в первый удел Божией Матери. Нина должна была  найти гробницу Сидонии, погребенной вместе с Хитоном Христа, совершить поклонение Хитону, а затем посвятить себя проповеди Евангелия жителям Иверии.
Согласно «Житию святой Нины», спасаясь от преследований римского императора Диоклетиана, Нина, Рипсимия, Гаиания и другие девушки (всего 37 девушек-христианок) бежали. Когда они оказались на территории Армении, царь Трдат, в то время ещё язычник, получил письмо от Диоклетиана, в котором говорилось о беглянках и просьба найти Рипсимию и вернуть ее в Рим, либо взять ее в себе в жены, ибо она, как писал он, необычно красива. Слуги Трдата вскоре нашли Рипсимию, и когда царь увидел её, то объявил ей, что желает на ней жениться, но получил жёсткий отказ։ «Я обручена Небесному Жениху—Христу; как же ты, нечестивый, посмеешь прикоснуться к Христовой невесте?». За это Трдат приказал побить камнями всех дев. Из всeх спаслась только святая Нина. В одиночестве она продолжила путь в Иверию.
После долгого путешествия святая Нина пришла к берегу Куры близ селения Хертвиси в Джавахети, где встретила пастухов овец, которые дали путешественнице немного пищи. Нина спросила одного из пастухов: «Далеко ли отсюда город Мцхета?» Тот отвечал: «Видишь ли эту реку? — по берегам её, далеко вниз по течению, стоит великий город Мцхета, в котором господствуют наши боги и царствуют наши цари».
Подкреплённая Божественным видением, святая Нина продолжала свой путь. Преодолев по дороге тяжёлые труды, голод, жажду и страх пред дикими зверями, она достигла древнего карталинского города Урбниси, в котором оставалась около месяца, проживая в еврейских домах. Узнав однажды, что мужчины этого города, равно как и прибывшие из окрестностей, собираются идти в столичный город Мцхета для поклонения своим богам, отправилась туда с ними и Нина.

Поселившись во Мцхета, Святая Нина начала проповедовать божье слово, лечить больных. Её благочестивая, праведная и целомудренная жизнь была известна всем и привлекала к святой взоры, слух и сердце народа История гласит, что к ней обращались жители окрестных сел. Молитвами святая Нина излечила царицу Нану и та уверовала. В 314 году царица Нана крестилась, но венценосный ее супруг - царь Мириан продолжать верить в идолов. Он не желал креститься, но всё изменил случай на охоте: в лесу у горы Тхоти царя и его слуг застигло солнечное затмение.
Ты — Бог над всеми богами и Господь над всеми господами, Бог, которого проповедует Нино". Твое имя должно быть прославляемо всеми рождёнными под небесами и на земле. Ты спас меня от беды и просветил именем Твоим тьму мою. И вот я познал, что Ты хочешь спасти меня и приблизить меня к Себе. И теперь на этом месте воздвигну древо креста Твоего, чтобы тем величалось святое имя Твое и вспоминалось это дело и знамение во веки веков.
По возвращении в город царь призвал своё войско, своих слуг и свиту славить Нину, а также сдержал обещание, заложив церковь и прославив новую веру. 1 мая 326 года христианство было объявлено государственной религией Иберийского царства. Эту дату празднует Грузинская церковь.
Святая Нина продолжила проповедовать христианство, и после Мцхета прошла Восточную Грузию. Какое-то время жила вблизи летней резиденции в Уджарма, затем перешла в Хевсурети. Под конец своей жизни, она поселилась в Бодбэ.

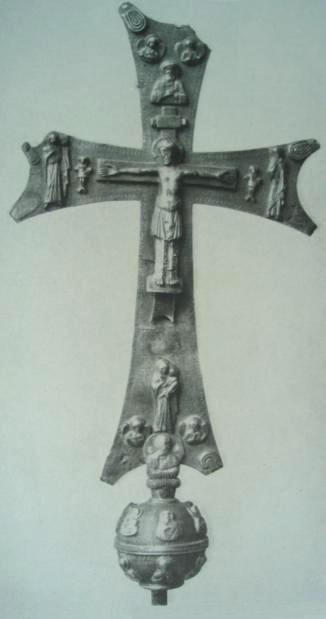
Крест Давида III Курапалата (966—1000) изображает святую Нину, которая пользовалась у него большим уважением

Умерла святая Нина около 335 года. Мощи покоятся под спудом в женском Бодбийском монастыре в Кахети (Грузия).
Крест святой равноапостольной Нины Каппадокийской хранится в Сионском храме Успения Богородицы в Тбилиси.

## Почитание
День поминовения святой Нины 27 января в Грузии отмечается как национальный праздник — Нинооба, или День пришествия святой Нино в Грузию (груз. ნინოობა).

#### Храмы и монастыри в честь святой равноапостольной Нины
- Агаянская церковь Святой Нино
- Церковь Святой Нино (Алибейли)
- Храм Равноапостольной Нины в Калининграде
- Храм Святой Равноапостольной Нины в Санкт-Петербурге (Полежаевский парк)
- Храм Святой Равноапостольной Нины в Черёмушках (Москва)
- Храм Святой Нины в Головинке (Сочи)
- Храм Святой Нино на Пластунке
- Церковь Святой Равноапостольной Нины при грузинской школе (Владикавказ)[9]
- Женская община Святой Нины в Курилове[10]
- Монастырь Святой Нины (Юнион-Бридж)
- Джвари (монастырь)
- Церковь Равноапостольной Нины в Гаспре
- Часовня Равноапостольной Нины и Преподобного Сергея Радонежского (Санкт-Петербург)
- Женский монастырь Святой равноапостольной Нины в Матходже
- Церковь Святой Равноапостольной Нины в Орджоникидзе
- Церкось Святой Равноапостольной Нины в Хараксе.
- Церковь Святой Равноапостольной Нины (Кандалакша)
- Церковь Святой Нины в Батуми
- Грузинский приход и церковь во имя Святой Равноапостольной Нины в Париже (Константинопольский патриархат)
- Храм Святой Равноапостольной Нины (Донецк)
- Храм во имя Святой Равноапостольной Нины в посёлке Садовом[11]
- Храм Святой Нины в Нижнем Новгороде (строящийся[12])
- Церковь Святой Нины в Орхеви, Тбилиси
- Церковь Святой Нины в Исани-Самгори, Тбилиси
- Церковь Святой Нино в Тбилиси
- Церковь Святой Нины, Керчь
- Храм Святой Нины (Ростов-на-Дону) (строящийся)
- Храм в честь Святой Равноапостольной Нины в Киеве.
- Храм Равноапостольной Нины в Николаеве
- Церковь Святой Нины и женский монастырь в Самтавро
- Храм Равноапостольной Нины в городе Алматы
- Храм равноапостольной Нины (Поника)